# Eustachys petraea
Eustachys petraea là một loài thực vật có hoa trong họ Hòa thảo. Loài này được (Sw.) Desv. mô tả khoa học đầu tiên năm 1810.

## Hình ảnh

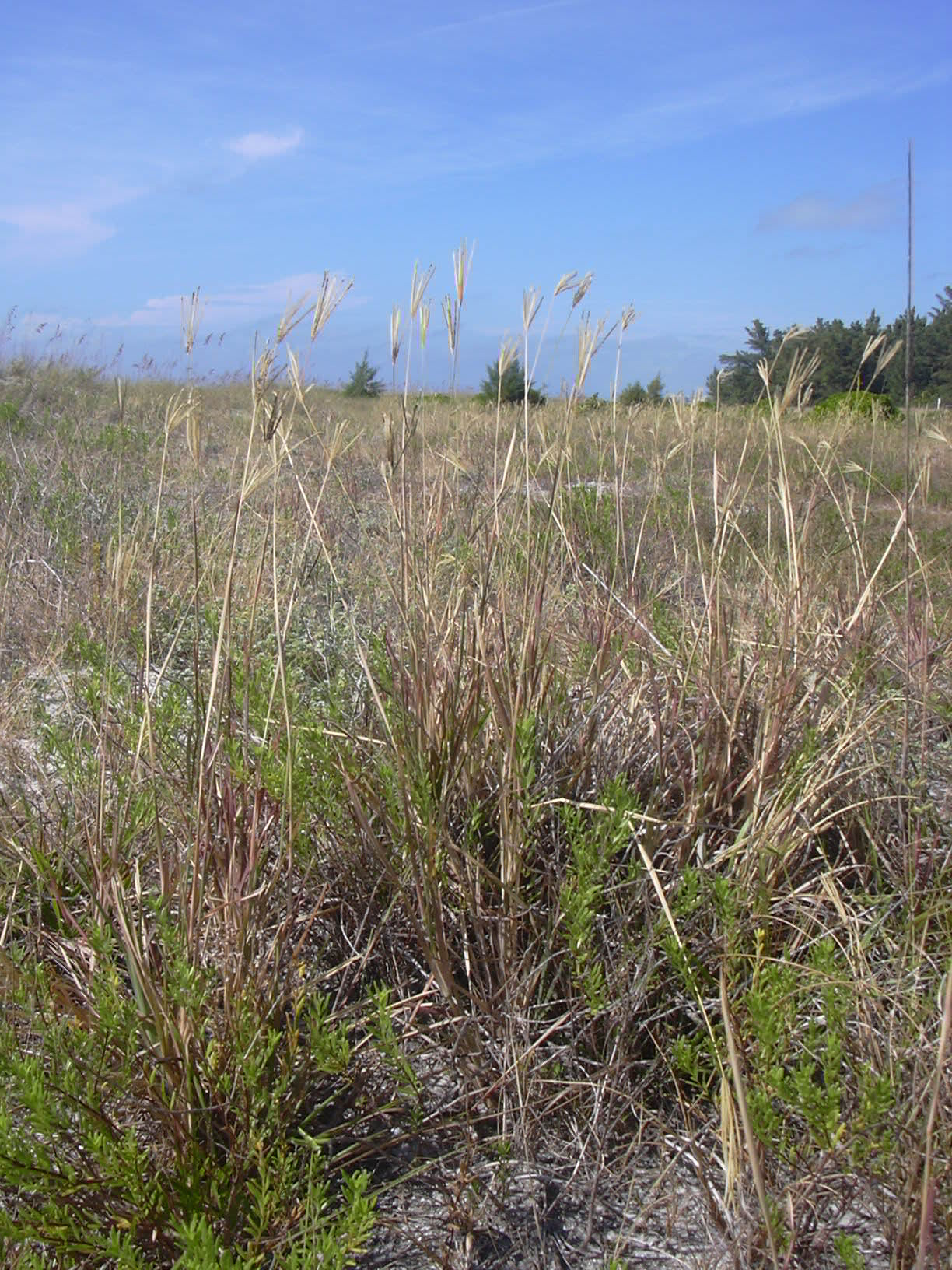
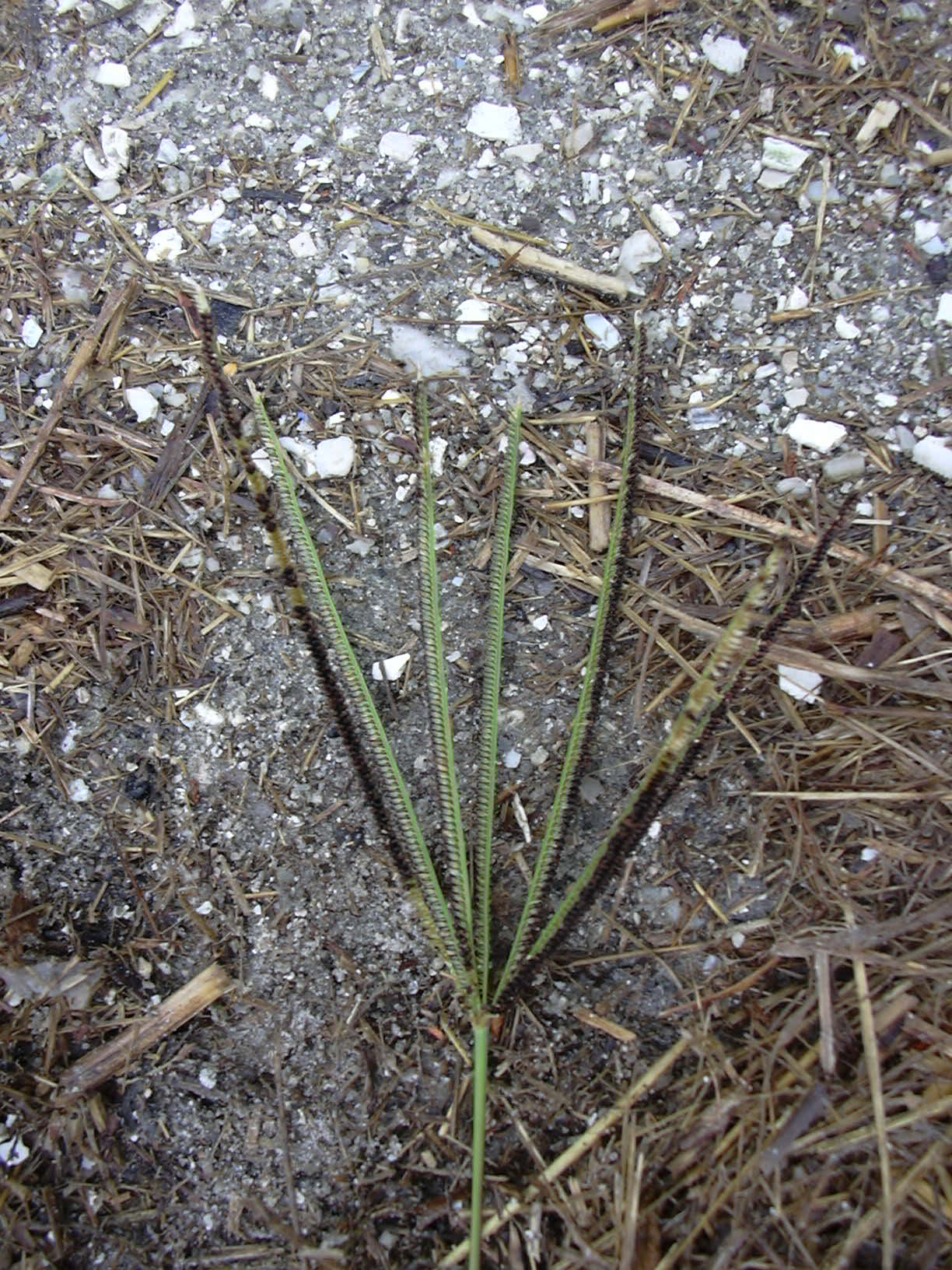
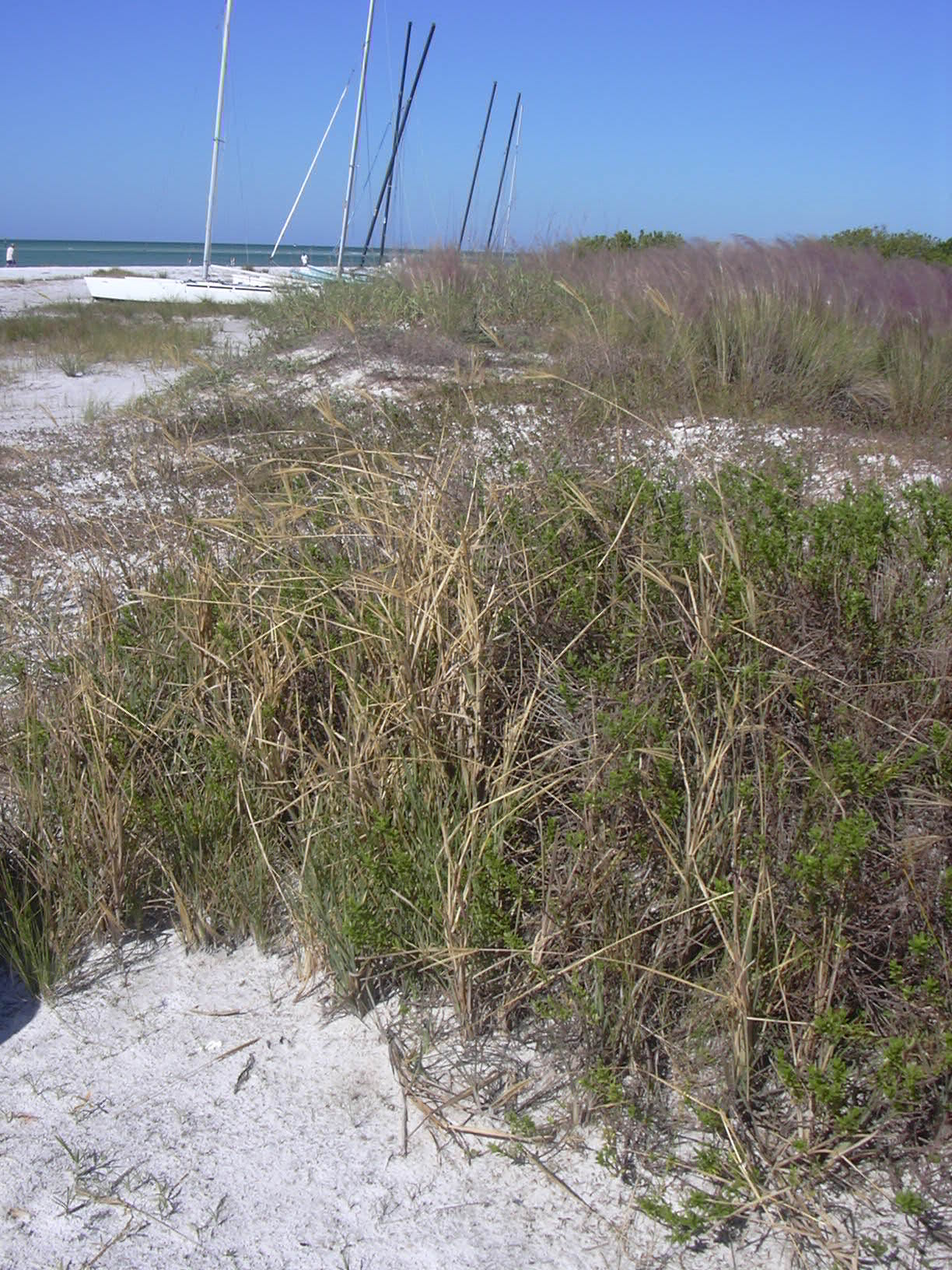
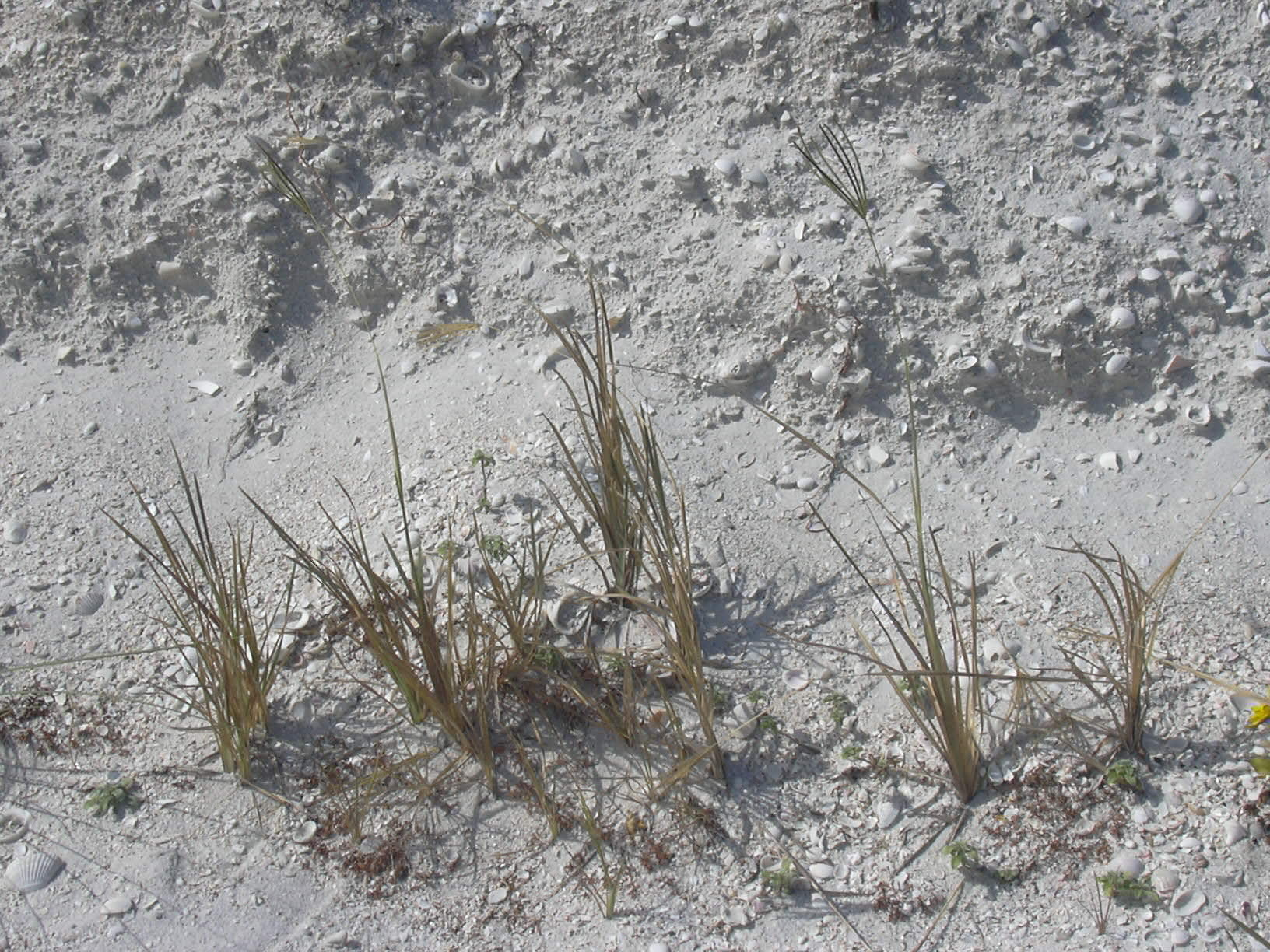